# Лир, Эвелин
Эвелин Лир, урожденная Эвелин Шульман (англ.  Evelyn Lear, 8 января 1926, Нью-Йорк — 1 июля 2012, Сэнди Спрингс) — американская оперная певица (сопрано).

## Биография
Из еврейской семьи. Училась в Колледже Хантера, Нью-Йоркском университете, Джульярдской школе музыки, где её наставником был Серджиус Каген и где она встретилась со своим будущим вторым мужем, баритональным басом Томасом Стюартом (они поженились в 1955; первым мужем Эвелин был врач и политический активист Уолтер Лир). Оба они по программе Фултбрайта отправились в 1957 учиться в Берлинской высшей школе музыки.

## Творчество
Дебютировала в роли Композитора в опере Рихарда Штрауса «Ариадна на Наксосе» в Немецкой опере. Её австрийским дебютом была заглавная роль в концертном исполнении Лулу Альбана Берга (1960). Играла в кино и на театральной сцене: исполнила роль Нины Каваллини в фильме Роберта Олтмена Баффало Билл и индейцы (1976), в 1989 выступила в роли королевы Елизаветы I в мюзикле Елизавета и Эссекс (по пьесе Максуэлла Андерсона). Активно пела сочинения современных композиторов — Джонни Джонсон Курта Вайля, Увольнение в город Бернстайна, Обручение в Сан-Доминго Вернера Эгка, Траур — участь Электры Марвина Дейвида Леви, Чайка Томаса Пасатьери, Вишневый сад Рудольфа Кельтерборна и др.

## Избранный репертуар
Пёрселл (Дидона и Эней), Монтеверди (Коронация Поппеи), Иоганн Себастьян Бах (Страсти по Иоанну), Гендель (Юлий Цезарь), Моцарт (Волшебная флейта, Свадьба Фигаро, Так поступают все, Дон Жуан), Берлиоз (Троянцы), Вагнер (Летучий голландец), Мусоргский (Борис Годунов), Брамс (Немецкий реквием), Верди (Набукко, Фальстаф, Отелло), Бизе (Кармен), Чайковский (Евгений Онегин), Легар (Весёлая вдова), Р.Штраус (Кавалер розы, Арабелла, Четыре последние песни), Малер (Волшебный рог мальчика, Печальная песнь), Х.Вольф (песни на стихи Мёрике), Шёнберг (Квартет для сопрано и струнных), Берг (Воццек, Лулу), Барток (Замок герцога Синяя Борода), Яначек (Глаголитическая месса), Кшенек (Джонни наигрывает) и др.

## Творческое сотрудничество
Выступала с такими дирижёрами, как Клаудио Аббадо, Карл Бём, Адриан Боулт, Пьер Булез, Колин Дэвис, Джеймс Конлон, Андре Клюитанс, Карлос Кляйбер, Рафаэль Кубелик, Джеймс Ливайн, Эрих Ляйнсдорф, Лорин Маазель, Зубин Мета, Сэйдзи Одзава, Юджин Орманди, Карл Рихтер, Майкл Тилсон Томас, Хорст Штайн и др.

## Признание
Премия Грэмми (1966). Звание Kammersängerin, присвоенное Сенатом Берлина, и др. награды.